# Vartkes Serengülian

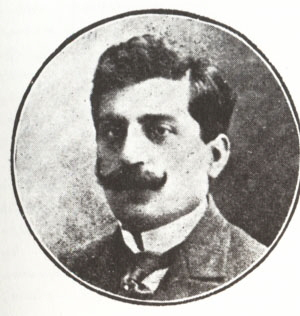
Vartkes Serengülian

Vartkes Hovhannes Serengülian (armenisch Վարդգէս Յովհաննէս Սէրէնկիւլեան; * 1871 in Erzurum, Vilâyet Erzurum; † 1915 in Urfa), kurz auch bekannt als Gisak, war ein armenischer Lehrer, politisch-sozialer Aktivist und Mitglied des Osmanischen Parlaments, der dem Völkermord an den Armeniern zum Opfer fiel.
Er studierte im Kollegium Ardzinian und am Sanasarian College in Erzurum. In den späten 1880er Jahren organisierte er Demonstrationen in Erzurum und wurde festgenommen. Nachdem er 1892 freigelassen wurde, arbeitete er zunächst in Istanbul und wurde danach in Bulgarien und im Russischen Reich revolutionärer Aktivist. In Van unterstützte Serengülian die Ideen Hrayr Dzhoghks und kooperierte mit der Armenakan-Partei. Er wurde in Van festgenommen und 1901 zu einer Gefängnisstrafe von 101 Jahren verurteilt. Nach der Jungtürkischen Revolution 1908 wurde er freigelassen und zum Abgeordneten des osmanischen Parlaments als Vertreter von Erzurum gewählt.
Am 12. Mai 1915 hatte Serengülian den Innenminister Talât Pascha besucht, mit dem er seit einem Jahrzehnt befreundet war. Er wollte gegen die Verhaftung zahlreicher Intellektueller am 24. April protestieren, allerdings erklärte Talât Pascha, dass dies eine Sache des Heimatlandes wäre und keine Freundschaften oder Beziehungen etwas ausrichten könnten. Ende Mai wurde Serengülian zusammen mit Krikor Zohrab selbst verhaftet, um vor einem Militärgericht in Diyarbekir zu erscheinen. Sie wurden zunächst nach Adana und dann nach Aleppo deportiert, wo Cemal Pascha von den beiden um Verschonung gebeten wurde. Cemal wandte sich an Talât, dieser wies jedoch ab. Der Gouverneur von Aleppo, Mehmed Celal Bey, wurde seines Amtes enthoben, weil er sich für die beiden Exilanten eingesetzt hatte. Auf Anordnung von Mehmed Reschid, Gouverneur von Diyarbekir, wurde Serengülian bei Urfa von Tscherkes Ahmed erschossen. Der deutsche Journalist Von Tyszka nahm an, dass Serengülian „jedenfalls kerngesund“, aber nicht in Diyarbekir angekommen sei. Die Regierung gab später an, Serengülian hätte Selbstmord begangen.